# Région de Scorpius OB1
La région de Scorpius OB1 est une grande région nébuleuse de la Voie lactée située sur le bras du Sagittaire en direction de la constellation du Scorpion, dans laquelle d'importants phénomènes de formation d'étoiles ont généré plusieurs dizaines d'étoiles massives, rassemblées dans une association OB étendue.
Le noyau de l'association est clairement visible aux jumelles et même à l'œil nu et coïncide avec le jeune amas ouvert NGC 6231. Elle est entourée d'autres étoiles massives et d'un grand nombre d'étoiles de faible et moyenne masse, dont seule une petite partie a probablement été découverte et observée. Ces étoiles de faible masse seraient généralement plus anciennes que leurs compagnons de grande masse et seraient donc le produit d'une vague précédente de formation d'étoiles qui s'est produite dans la région.
Scorpius OB1 apparaît entouré de quantités importantes de gaz et de poussière, largement ionisées, visibles sous forme de régions H II et cataloguées comme IC 4628 et Gum 55.

## Observation

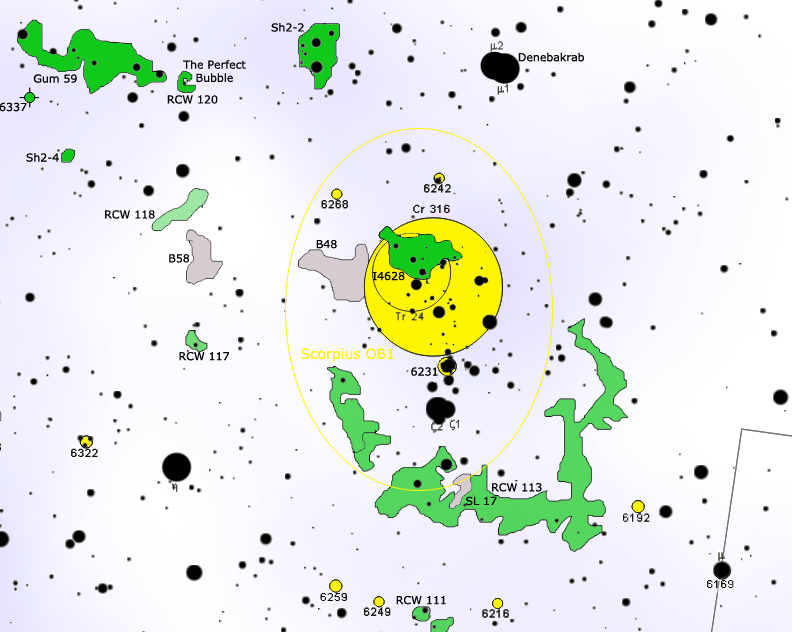
Carte de Scorpius OB1.

La région de Scorpius OB1 peut être observée sans difficulté même avec un petit instrument, comme des jumelles. Sa position est facilement identifiable, étant située juste au nord de la paire d'étoiles formée par ζ1-ζ2 Scorpii, qui étant de  magnitude 4 est clairement visible même à l'œil nu. Sans instruments, le noyau de la région peut également être identifié, l'amas ouvert brillant NGC 6231, qui constitue le corps central de l'association, et est visible comme une tache apparemment brumeuse ou granuleuse. Des jumelles de taille moyenne sont capables de résoudre cet amas en des dizaines de composantes très proches, tandis que tout autour se trouvent de nombreuses étoiles bleues, immergées dans un champ d'étoiles très riche. Les nébulosités associées, notamment du côté nord, sont bien visibles sur les photographies à longue exposition ou composites, dans lesquelles certains des filaments situés du côté opposé, au sud de la paire de ζ Scorpii, peuvent également être observés.
Pour les observateurs de l'hémisphère nord, la visibilité est cependant pénalisée : la déclinaison de Scorpius OB1 est en effet modérément méridionale, et fait qu'il ne devient visible au-dessus de l'horizon sud qu'à partir des latitudes du sud de l'Europe, bien au sud de 50 °N. Une bonne visibilité est possible depuis les régions tempérées inférieures ou tropicales. L'hémisphère sud, en revanche, est la position idéale pour son observation, étant visible une bonne partie des nuits de l'année depuis toutes ses régions situées en dehors de la ceinture tropicale.

## Structure
La région de l'association Scorpius OB1 est composée d'un très grand groupe d'étoiles jeunes et massives, appartenant aux premières classes spectrales (O et B). Elle est située près du bord extérieur du bras du Sagittaire, c'est-à-dire du côté faisant face au système solaire, qui se trouve dans le bras d'Orion, le bras de la spirale galactique immédiatement à l'extérieur du bras du Sagittaire. Le noyau central de l'association est composé de l'amas brillant NGC 6231, dont les composants émettent une quantité de rayonnement électromagnétique qui excite et ionise les gaz des complexes nébuleux situés à proximité, parmi lesquels se distingue Gum 55. Ce grand nuage est situé à la limite sud de la région et a une forme inhabituelle, ressemblant à un anneau allongé, centré près des étoiles de NGC 6231, qui s'étend jusqu'à 5°. Sur la ligne de visée se chevauchent quelques zones nébuleuses mineures situées en réalité à une distance de seulement 100 à 300 parsecs du soleil et probablement connectées au Nuage du Loup dans le Bras d'Orion. Ces nébuleuses minces sont responsables de la légère extinction observée dans les étoiles de Scorpius OB1.
La distance de cette région galactique très visible a été étudiée par plusieurs groupes de recherche, qui ont présenté des valeurs parfois contradictoires dans leurs publications. Les premières études basées sur des mesures photométriques ont fourni une distance d'environ 1 800 pc (∼5 870 al). Cette valeur a changé dans les études ultérieures alternativement d'un minimum de 600 parsecs, obtenu en mesurant la parallaxe des étoiles de classe O (qui dans certains cas était négative, c'est-à-dire dénuée de sens) et considérée comme improbable par les auteurs eux-mêmes, jusqu'à 1 900 et 2 100 parsecs. Cependant, la valeur de distance moyenne et la plus communément acceptée semble être d'environ 1 600 pc (∼5 220 al),.
L'âge de l'amas central a plutôt été estimé à l'aide de données provenant de plusieurs mesures, allant de l'étude de la séquence principale d'âge zéro (ZAMS) aux caractéristiques des nombreuses étoiles Wolf-Rayet contenues dans la région. Ces mesures concordent toutes sur le fait que les composants stellaires du complexe ont un âge très jeune, qui serait en moyenne compris entre 2,5 et 4,5 Ma pour les étoiles les plus massives, et entre 1 et 12 Ma pour les composants stellaires de masse faible et moyenne.

## Phénomènes de formation d'étoiles
Les phénomènes de formation d'étoiles les plus connus et les plus étudiés dans cette région sont concentrés sur son bord ouest, dans une proéminence du nuage Gum 55 familièrement connu sous le nom de Grande Trompe d'Éléphant (LET). Trois petites nébuleuses par réflexion y ont été identifiées, indiquées par les acronymes vdBH 73a, 73b et 73c, dont la composante principale, vdBH 73a, apparaît illuminée par l'étoile bleu-blanc de la séquence principale CPD -41°7613. Cette grande structure en forme de tronc aurait été façonnée par l'action combinée du fort vent stellaire des étoiles les plus massives de NGC 6231, qui, en plus d'avoir créé une grande bulle, clairement visible dans la forme annulaire de Gum 55, a également comprimé son gaz dans les régions externes, provoquant ainsi une deuxième vague de formation d'étoiles, observée dans la Grande Trompe.
La Grande Trompe contient des globules de gaz plus denses. Sur la partie supérieure de la structure, 16 sources faibles avec des émissions dans la bande Hα ont été observées, coïncidant certainement avec autant de jeunes étoiles de masse faible et moyenne probablement associées aux étoiles plus massives responsables de l'illumination des composants de vdBH 73. Deux radiosources ont également été identifiées à la pointe de la Trompe, cataloguées sous les acronymes SFO 82a et SFO 82b.
Le nuage du nord de la région, IC 4628 (RCW 116), est également le plus brillant. Il reçoit directement le rayonnement des étoiles massives de l'association, et en particulier de l'amas connexe Trumpler 24. La principale étoile ionisante serait la géante bleue HD 152723, de classe spectrale O6. D'autres sources suggèrent plutôt l'étoile HD 322417, également de classe O5 ou O6, même si celle-ci pourrait se trouver à une plus grande distance que la région Scorpius OB1. Dans la région, il existe une soixantaine de sources de nature diverse, parmi lesquelles se distinguent 19 sources de rayonnement infrarouge identifiées par IRAS et 8 masers, dont 5 OH, un eau et un méthanol. Le nuage est également associé à l'étoile Be MCW 1264 (HD 152291), une géante bleue brillante avec de fortes lignes d'émission dans le spectre. Une étude de 2003 a également identifié trois jeunes amas dans cette région qui étaient profondément immergés dans les gaz du nuage et émettaient donc un rayonnement infrarouge. Ces amas, dont le dernier apparaît moins riche, sont catalogués sous les acronymes [DBS2003] 113, 114 et 117.

## Composants stellaires

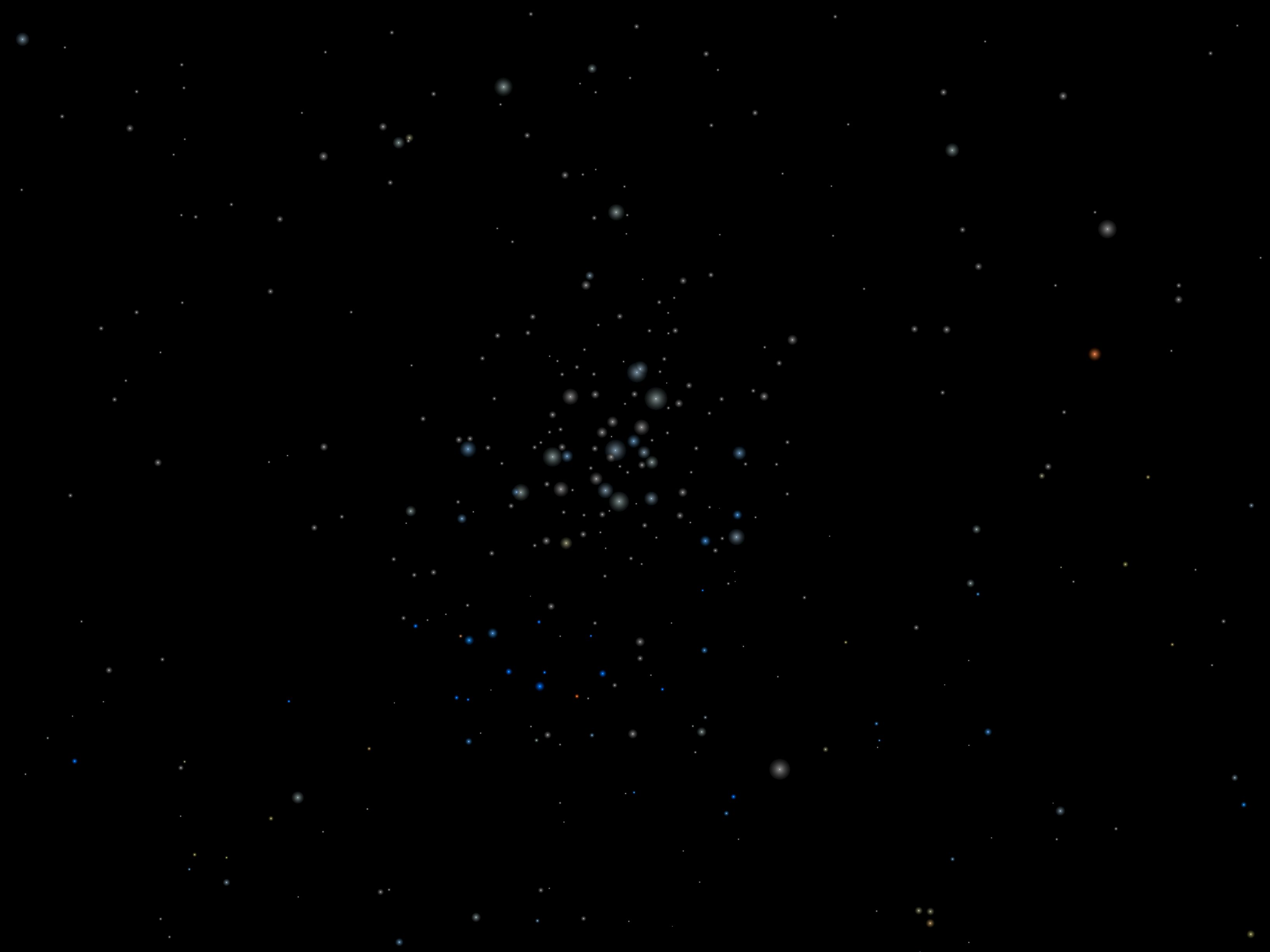
Détail haute résolution de NGC 6231, le noyau de l'association Scorpius OB1.

Les composants stellaires massifs de la région sont rassemblés dans l'association Scorpius OB1, une grande et jeune association OB vieille de seulement 3 à 5 Ma. Les étoiles les plus massives sont 28 géantes et supergéantes appartenant aux premières classes spectrales, parmi lesquelles se distinguent HD 151804 et HD 152236, deux supergéantes bleues de classe O8Iaf et B1,5Ia respectivement. Le noyau de Scorpius OB1 est constitué et représenté par l'amas massif NGC 6231, qui contient plus de 100 étoiles massives, dont 15 étoiles bleues de classe O,. Le composant le plus brillant de NGC 6231 est HD 152248, également connu sous le nom d'étoile variable V1007 Sco. Il s'agit d'une source puissante de rayons X, ainsi que d'un binaire spectroscopique et à éclipses, avec des composants de classe O et une masse de près de 30 M☉. A cela s'ajoutent deux autres binaires similaires, CPD -41°7742 et HD 152219,.
Les composants massifs de l’association et, en particulier, de NGC 6231 se sont révélés dans plusieurs cas être des binaires spectroscopiques. On pense qu'en fait plus de la moitié des étoiles de classe O de la région sont des étoiles doubles avec une période très courte, inférieure à 10 jours. Ce phénomène pourrait être intéressant dans l’étude de la formation des étoiles massives. Du point de vue terrestre, une dizaine de ces étoiles ont une orbite orientée de telle manière que les deux composantes s'éclipsent, générant ainsi une apparente variabilité du système. On pense que l'un des composants originaux de cet amas s'est éloigné de la région à grande vitesse en direction de l'amas NGC 6281 : il s'agit de l'étoile échappée HD 153919, une supergéante bleue liée à la forte source de rayons X 4U1700-37. Ces deux objets s'éclipsent mutuellement, formant ainsi une étoile binaire massive à rayons X. On pense que ce compagnon particulièrement compact est soit une étoile à neutrons très compacte, soit un trou noir.
Étant donné le jeune âge des étoiles de Scorpius OB1, les jeunes étoiles de faible et moyenne masse originaires de cette région devraient constituer ensemble une population distincte d’étoiles T Tauri. Cependant, leur grande distance ne rend pas leur observation aisée. En fait, jusqu'à la fin des années 2000, on ne connaissait que quelques centaines de petites sources de rayons X entourant le centre de l'amas NGC 6231, qui proviendraient en fait d'une large population d'étoiles de faible et moyenne masse, dont l'âge serait d'environ 10 Ma et seraient donc dans la plupart des cas sur le point d'entrer dans la phase de séquence principale. Grâce à ces observations, il est possible de retracer les étapes des processus de formation d’étoiles qui se sont déroulés dans la région. Cela a probablement commencé il y a au moins 10 Ma, générant des étoiles de faible et moyenne masse, et s'est intensifié jusqu'à ce qu'une sorte de sursaut stellaire se produise, il y a environ 3 à 5 Ma, lorsque les étoiles de grande masse qui composent aujourd'hui l'association Scorpius OB1 ont été générées,,.
Une étude de 2009 analysant les données collectées par l’observatoire de rayons X Chandra a identifié plus de 1 600 sources, dont environ 90 % coïncideraient avec des étoiles réellement liées à la région. La plupart de ces émissions proviennent d’étoiles de masse faible à moyenne, jusqu’à 0,3 M☉, avec des âges compris entre 2 et 10 Ma. L'étude a également souligné comment les étoiles les plus massives sont concentrées dans les régions centrales de l'amas, un phénomène connu sous le nom de ségrégation de masse.

### Textes généraux
- (en) Stephen James O'Meara, Deep Sky Companions: Hidden Treasures, Cambridge University Press, 2007 (ISBN 0-521-83704-9)
- (en) Robert Burnham, Jr, Burnham's Celestial Handbook: Volume Two, New York, Dover Publications, Inc., 1978
- (en) Thomas T. Arny, Explorations: An Introduction to Astronomy, Boston, McGraw-Hill, 2007, 3e éd. (ISBN 0-07-321369-1, lire en ligne)
- (it) AA. VV, L'Universo - Grande enciclopedia dell'astronomia, Novara, De Agostini, 2002
- (it) J. Gribbin, Enciclopedia di astronomia e cosmologia, Milano, Garzanti, 2005 (ISBN 88-11-50517-8, lire en ligne)
- (it) W. Owen, Atlante illustrato dell'Universo, Milano, Il Viaggiatore, 2006 (ISBN 88-365-3679-4)

### Textes spécifiques

#### Sur l'évolution stellaire
- (en) C. J. Lada, N. D. Kylafits, The Origin of Stars and Planetary Systems, Kluwer Academic Publishers, 1999 (ISBN 0-7923-5909-7)
- (it) A. De Blasi, Le stelle: nascita, evoluzione e morte, Bologna, CLUEB, 2002 (ISBN 88-491-1832-5)
- (it) C. Abbondi, Universo in evoluzione dalla nascita alla morte delle stelle, Sandit, 2007 (ISBN 88-89150-32-7)

#### Sur le Nuage Moléculaire des Voiles
- (en) Pettersson, B., Young Stars and Dust Clouds in Puppis and Vela, vol. 5, coll. « Handbook of Star Forming Regions, Volume II: The Southern Sky ASP Monograph Publications », décembre 2008 (ISBN 978-1-58-381-670-7, lire en ligne), p. 43

### Cartes célestes
- (en) Toshimi Taki, Taki's 8.5 Magnitude Star Atlas, 2005 (lire en ligne)
- (en) Tirion, Rappaport, Lovi, Uranometria 2000.0 - Volume I - The Northern Hemisphere to -6°, Richmond, Virginie, USA, Willmann-Bell, inc, 1987 (ISBN 0-943396-14-X)
- (en) Tirion, Sinnott, Sky Atlas 2000.0 - Second Edition, Cambridge, USA, Cambridge University Press, 1998 (ISBN 0-933346-90-5)
- (en) Tirion, The Cambridge Star Atlas 2000.0, Cambridge, USA, Cambridge University Press, 2001, 3e éd. (ISBN 0-521-80084-6, lire en ligne)